# Acantilado Damero
Das Acantilado Damero ist ein Felsenkliff auf der Johannes-Paul-II.-Halbinsel der Livingston-Insel im Archipel der Südlichen Shetlandinseln. Am nördlichen Ende des Kap Shirreff ragt es ostnordöstlich des Playa Angosta auf.
Wissenschaftler der 46. Chilenischen Antarktisexpedition (1991–1992) benannten das Kliff nach dem in Chile gebräuchlichen Namen für den Kapsturmvogel (Daption capense), dessen einziger Brutkolonie auf der Livingston-Insel hier anzutreffen ist.